# Cirrhilabrus tonozukai
Cirrhilabrus tonozukai és una espècie de peix de la família dels làbrids i de l'ordre dels perciformes. Va ser descrit el 1999 per G.R. Allen & R.H. Kuiter.

## Morfologia
Els adults poden assolir els 7,5 cm de longitud total.

## Distribució geogràfica
Es troba a Indonèsia.